# Lionel Belmondo

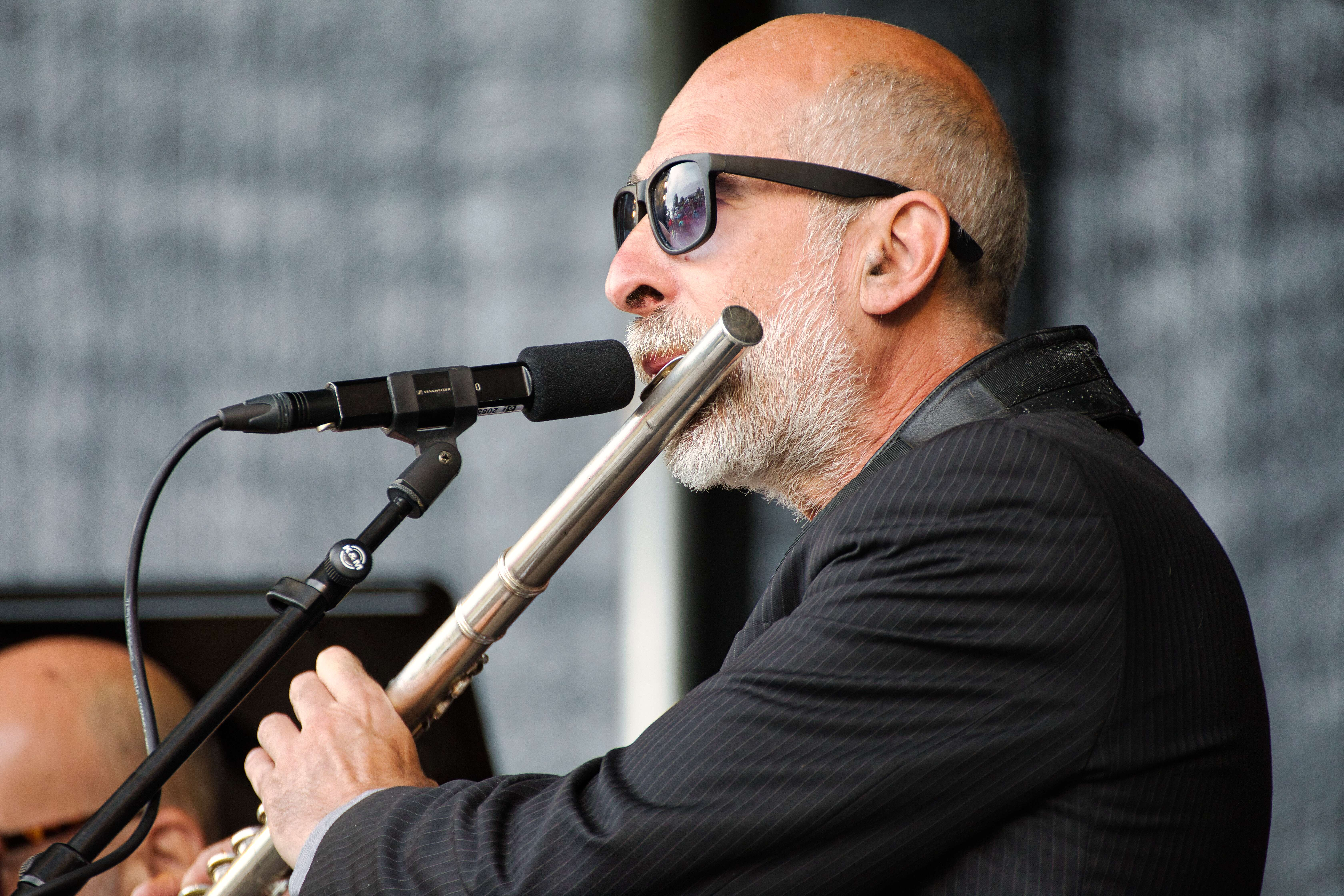
Mit dem Belmondo Brotherhood Quintet auf dem INNtöne Jazzfestival 2021

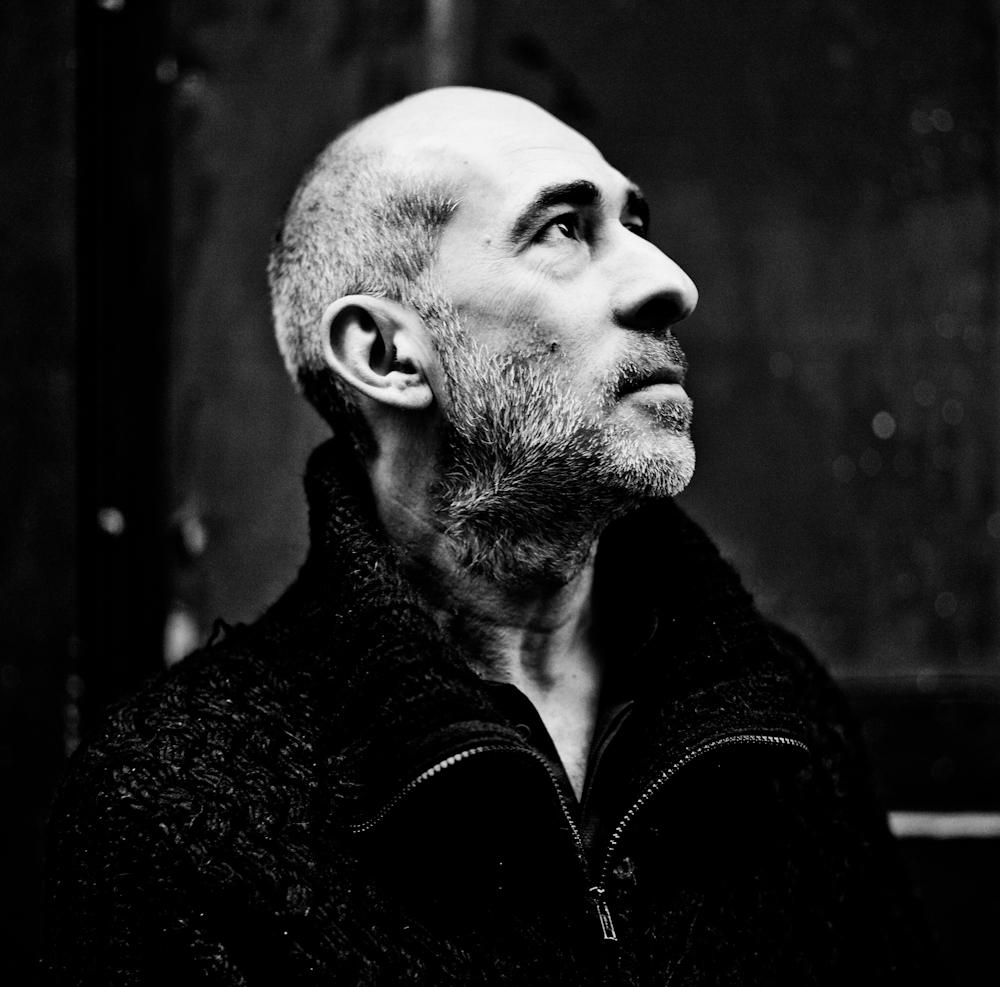
Lionel Belmondo 2011

Lionel Belmondo (* 19. August 1963 in Hyères) ist ein französischer Jazz-Saxophonist, Klarinettist und Flötist des Hardbop.

## Leben und Wirken
Lionel Belmondo begann am Klavier (sein Bruder Stephane am Akkordeon), wechselte aber bald zum Saxophon. Seit 1990 spielt er mit seinem Bruder, dem Trompeter Stéphane Belmondo, ab 1993 in eigenem, Hardbop orientiertem Quintett. 1994 begleiteten sie Dee Dee Bridgewater auf Tournee. 1994 erschien ihr Album „For all friends“. Sie spielten u. a. mit Andy Emler, Stéphane Grappelli, Michel Legrand.
Zurzeit (2007) gehören zum Quintett Laurent Fickelson am Klavier und Fender-Rhodes, Paul Imm am Bass, Laurent Robin am Schlagzeug.
2004 gewannen die Brüder mit ihrem erfolgreichen Album „Hymne au Soleil“ (2003) den Preis Les Victoires du Jazz und 2003 den Prix Boris Vian. Das Titelstück stammt aus dem Jahr 1913 und ist von Lili Boulanger (1893–1918), einer Schülerin von Gabriel Fauré. Belmondo zog besonders die harmonische Verwandtschaft zu John Coltranes „My favorite things“ an. Lionel Belmondos Solo auf „La vieille prière bouddhique“ soll an die mit 24 Jahren früh verstorbene Boulanger erinnern. Entsprechend spielen auf dem Album sowohl klassische Musiker als auch ein Jazz Quintett, mit dem Pianisten Laurent Fickelson, dem Bassisten Clovis Nicolas, Philippe Soirat am Schlagzeug und den Belmondos. Neben Boulanger wird auch der klassische Komponist und Organist Maurice Duruflé (Notre Père 1976) von Stéphane Belmondo auf dem Flügelhorn interpretiert (arrangiert von Laurent Agnès), sowie zwei Stücke von Gabriel Fauré („Après un Rêve“) und Maurice Ravel.
Mit Yusef Lateef nahmen die Brüder das Doppel-Album „Influence“ auf (B-flat/Al!ve), mit einem Ensemble aus zwölf Musikern. Lionel Belmondo zählt das auch hier interpretierte Stück „Morning“ („Jazz Moods“ 1957) von Lateef zu seinen prägenden Einflüssen. Die Arrangements stammen teilweise von Christophe Dal Sasso (auf der ersten CD, die Kompositionen von Lili Boulanger, dal Sasso und Lionel Belmondo enthält), teilweise von Lateef (auf der zweiten CD, mit neuen Kompositionen von Lateef und von Belmondo und del Sasso arrangierten alten Stücken Lateefs). Dafür erhielten sie 2006 einen weiteren Les Victoires du Jazz. 2021 legten die Belmondo-Brüder ihr fünftes Album Brotherhood (mit Eric Legnini, Sylvain Romano, Tony Rabeson) vor.

## Preise und Auszeichnungen
1994 erhielten die Brüder Belmondo den Prix Django Reinhardt. Für ihr Album Hymne au Soleil gewannen die Brüder sowohl den Preis Les Victoires du Jazz (2004) als auch 2003 den Prix Boris Vian. Für Influence mit Yusef Lateef folgte 2006 ein weiterer Victoires du Jazz.